# Аксаков, Иван Сергеевич
Ива́н Серге́евич Акса́ков (26 сентября [8 октября] 1823, Надеждино, Белебеевский уезд, Оренбургская губерния — 27 января [8 февраля] 1886, Москва) — русский публицист, поэт, общественный деятель, один из лидеров славянофильского движения.

## Биография
Родился 26 сентября (8 октября) 1823 в селе Надеждино (Куроедово) Белебеевского уезда Оренбургской губернии (ныне — Белебеевский район Башкирии). Третий сын писателя Сергея Тимофеевича Аксакова. Через три года после его рождения семья переехала в Москву. Начальное образование получил дома; известно, что в 10-летнем возрасте он уже читал газеты. Дальнейшее образование получил в Санкт-Петербурге, в только что основанном тогда Училище правоведения (1836—1842).
Определением Оренбургского дворянского депутатского собрания от 20 июня 1840 года вместе с братьями Константином, Григорием и Михаилом был внесён в VI часть дворянской родословной книги Оренбургской губернии.
В 1842 году И. С. Аксаков вернулся в Москву и 18 июня, в чине титулярного советника, занял должность помощника секретаря во II отделении 6-го уголовного департамента Сената. Выражением чувств и сомнений, волновавших молодого чиновника при первых шагах на служебном поприще, явилось его первое крупное произведение в стихах: «Жизнь чиновника, мистерия в 3-х действиях». В 1844 году он был назначен членом ревизионной комиссии в Астрахани, под начальство князя П. П. Гагарина. Один из бывших товарищей его по ревизионной комиссии, барон Бюлер, отмечал, что «он занимался по 16 часов в сутки, постоянно писал, читал, делал справки в Своде Законов, и только по окончании служебных дел, как бы для отдохновения и забавы, принимался за стихи». По представлению князя П. П. Гагарина был пожалован в коллежские асессоры (18.06.1845) и в июле 1845 года получил назначение на должность товарища председателя Калужской уголовной палаты; в мае 1847 года возвращён в московский Сенат — обер-секретарём, сначала II-го, а через 5 месяцев — I-го отделения 6-го департамента.
В 1848 году был назначен чиновником особых поручений под начальство графа Л. А. Перовского при Министерстве внутренних дел и направлен с ревизией в Бессарабию; ему было поручено также особое секретное дело — исследование религиозных сект. Вернулся в Петербург в начале 1849 года, а 17 марта был арестован и доставлен в штаб корпуса жандармов. Причина ареста Аксакову не была объявлена; ему были предложены вопросные пункты о славянофильстве, о его политических мнениях и пр. Возможно, поводом к аресту послужило выраженное в письме отцу возмущение арестом Ю. Ф. Самарина. После чтения ответов Аксакова император Николай I написал графу А. Ф. Орлову: «Призови, прочти, вразуми и отпусти»; 22 марта 1849 года И. С. Аксаков был освобождён, но оставлен под тайным полицейским надзором.

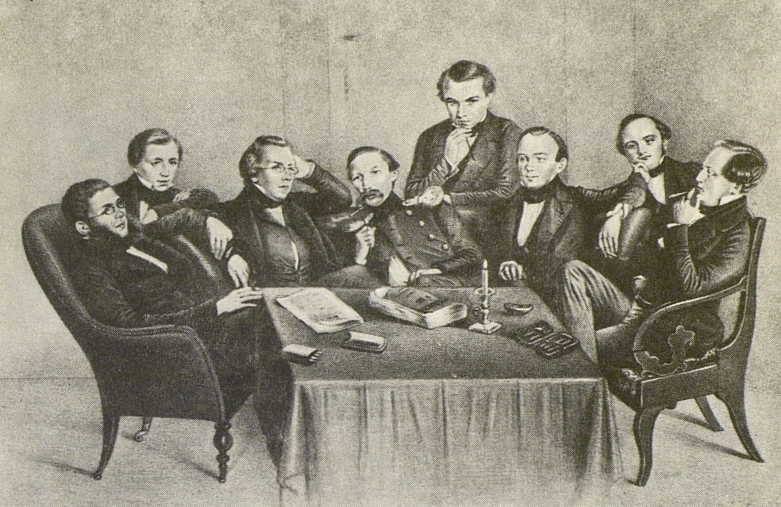
И. С. Аксаков (третий слева) в группе лиц, участвовавших в исследовании раскольничьей секты бегунов

В мае 1849 года командирован в Ярославскую губернию для ревизии городских управлений и обсуждения вопроса о единоверии, введению которого противился ярославский архиепископ Евгений, а также для изучения, в составе особой комиссии под начальством графа Стенбока, секты бегунов или странников. И. С. Аксаков был согласен с архиепископом: «Я же против единоверческой церкви — решительно, для здешнего раскола», — писал он в письме к родным 16 июля 1849 года.

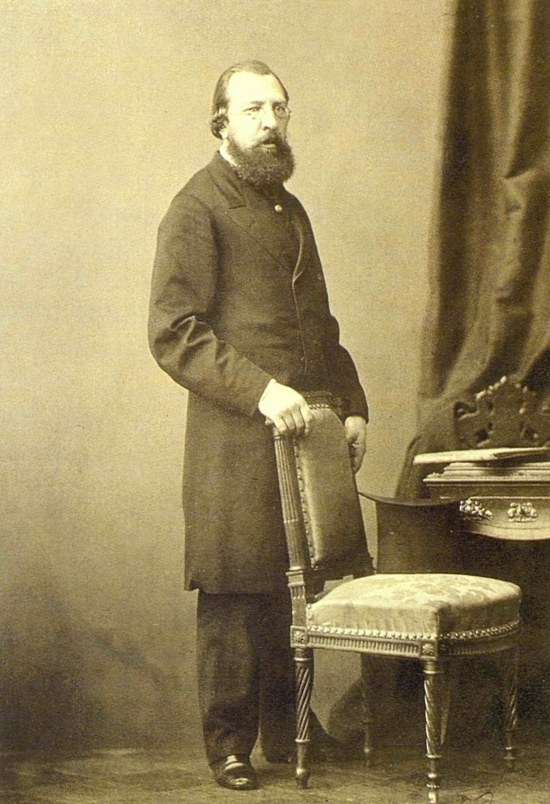
И. С. Аксаков. 1865год.
Фото А. И. Деньера

К поручениям Аксаков относился серьёзно, и донесения его начальству отличались столько же правдивостью, сколько и изяществом изложения. В ревизионных работах И. С. Аксаков проявил необычайную энергию и быстроту, открыв много важных злоупотреблений; изучая раскол, он собрал немало материала для труда «О бегунах». В печати появилась только заключительная глава этого сочинения, замечательного в особенности характеристикой причин, вследствие которых возникла секта. В Ярославле И. С. Аксаков сблизился с местной интеллигенцией, бывал на её встречах у поэтессы Ю. В. Жадовской. В 1888 году опубликованы его письма, в которых даётся характеристика местных жителей.
В феврале 1851 года министр внутренних дел граф Л. А. Перовский указал ему, что занятие стихотворством неприлично человеку служащему, облечённому доверием правительства. И. С. Аксаков в ответ вышел в отставку (в чине надворного советника) и уехал в Москву, где в то время сформировался кружок славянофилов, который предпринимал издание «Московского сборника». Стал редактором первого тома, вышедшего в 1852 году. Однако второй том сборника и само издание в марте 1853 года были запрещены, а Аксаков подвергнут полицейскому надзору и лишён права заниматься редакторской деятельностью. После этого в его литературной деятельности последовал значительный перерыв, во время которого он знакомился с народным бытом. Аксаков просился в кругосветное путешествие на военном корабле, но ему было отказано. Тогда в 1853 году он принял предложение Географического общества описать торговлю на украинских ярмарках. В конце 1853 года Аксаков отправился в Малороссию и провёл там весь следующий год. Результатом этой поездки явилось обширное «Исследование о торговле на украинских ярмарках» (1859). Оно было встречено единодушными похвалами и удостоено почётными наградами: Географическое общество, на свой счёт издавшее исследование, присудило Константиновскую медаль, а Академия наук — половинную Демидовскую премию.

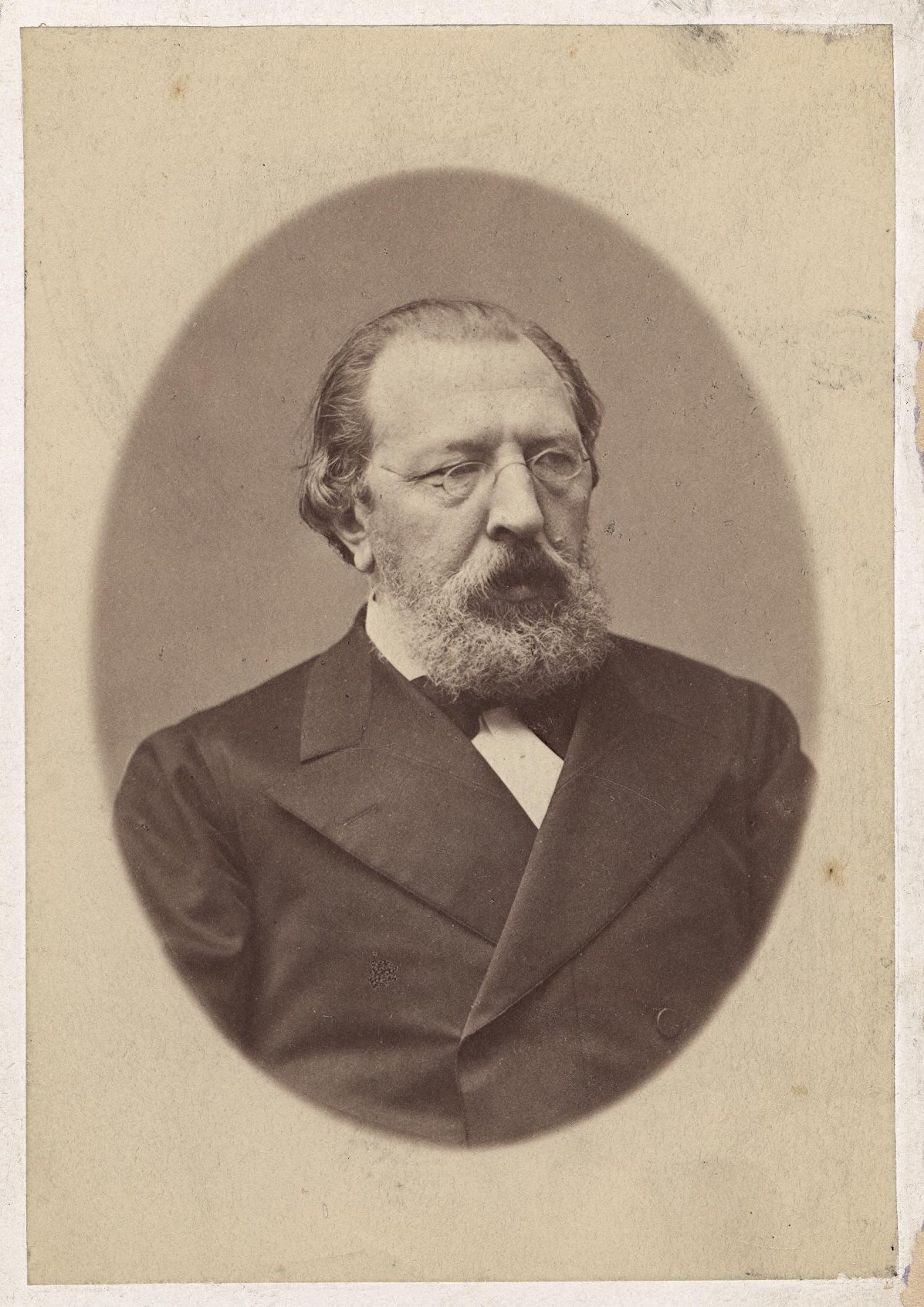
Фотопортрет И. С. Аксакова, около 1875—1880 годов

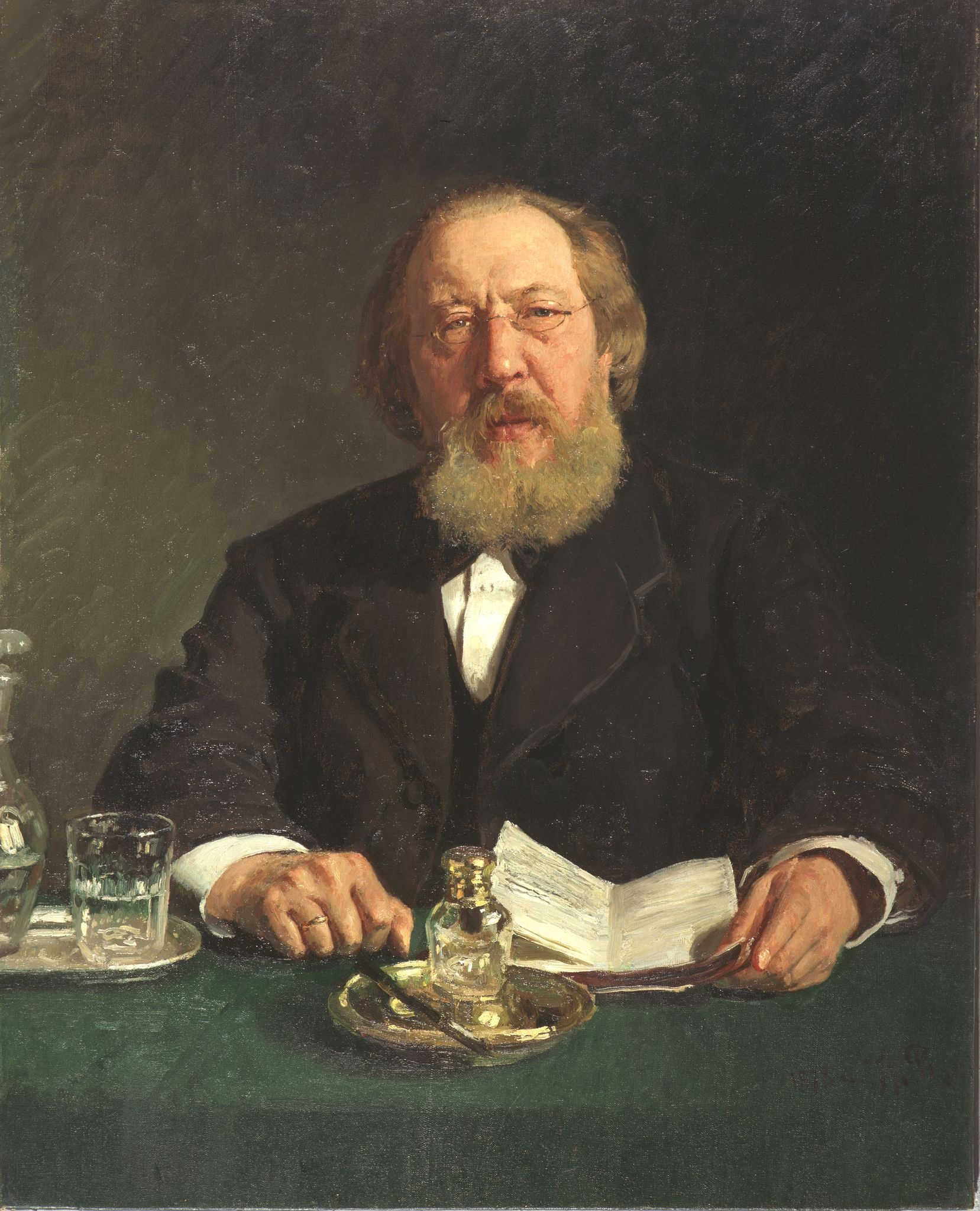
И. С. Аксаков.
Портрет работы И. Репина, 1878

Вернувшись из Малороссии в Москву в разгар Крымской войны, И. С. Аксаков в 1855 году поступил в ополчение — в Серпуховскую дружину, находившуюся под начальством князя Гагарина и дошедшую лишь до Бессарабии. При первых известиях о мире, в марте 1856 года, И. С. Аксаков вернулся в Москву, но в мае того же года снова отправился на юг, в Крым, приглашённый князем В. И. Васильчиковым участвовать в следственной комиссии по делу о злоупотреблениях генерал-интенданта Затлера во время войны. В декабре 1856 года он возвратился в Москву.
В марте 1857 года представил Географическому обществу свой статистический труд и уехал за границу, где познакомился с А. И. Герценом, на пять лет став одним из его тайных корреспондентов. В 1858 году стал негласным редактором журнала «Русская беседа»; выпустил III и IV тома журнала за 1858 год. В то же время с него сняли запрещение быть редактором, и он предпринял в 1859 году издание еженедельной газеты «Парус». По замыслу издателя, «Парус» должен был служить центральным органом славянской мысли. Однако издание было прекращено по политическим мотивам после выхода только двух первых январских номеров. Заменивший «Парус», «Пароход» не мог удовлетворить Аксакова, и он вернулся к «Русской беседе», выпустив шесть книжек за 1859 год.

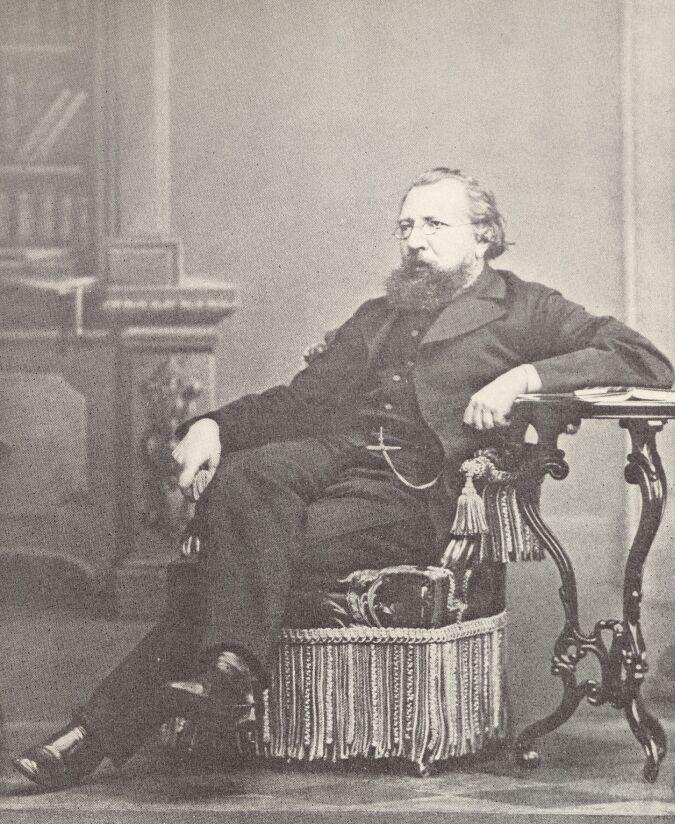
И. С. Аксаков, фото А. И. Деньера

Весь 1860 год, сопровождая больного брата Константина, И. С. Аксаков провёл в заграничном путешествии, главным образом по славянским землям; лично знакомился с выдающимися политическими и литературными деятелями западного и южного славянства. В середине 1861 года возвратился в Москву и добился разрешение издавать еженедельную газету «День». Газета была разрешена без политического отдела и с тем условием, чтобы цензура имела особое наблюдение за этим изданием. «День» стал выходить в конце 1861 года при участии того же славянофильского кружка и сразу занял выдающееся положение, имея в первые годы до четырёх тысяч подписчиков, что тогда было очень значительно. Одна из главных причин успеха лежала в публицистическом таланте редактора-издателя, авторитетно обсуждавшего славянский вопрос и вопросы, связанные с крупнейшими реформами — крестьянской, судебной, земской, а также вопрос польский. Это был один из самых оживлённых периодов деятельности И. С. Аксакова: за ним упрочилась в это время слава пророка славянофильства; имя его стало политическим знаменем. Издание «Дня» шло довольно благополучно, за исключением одного временного отстранения И. С. Аксакова от должности редактора в 1862 году за то, что он отказался открыть цензуре фамилию автора одной корреспонденции.

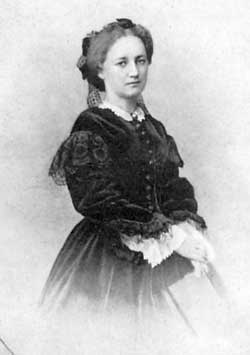
А. Ф. Тютчева

12 января 1866 года состоялось бракосочетание И. С. Аксакова с дочерью поэта Ф. И. Тютчева — фрейлиной Анной Фёдоровной Тютчевой. Венчание состоялось в Георгиевской на всполье в Кудрине церкви в Москве (в Георгиевском переулке). Первый год супружества Аксаков посвятил исключительно семье.
С 1 января 1867 года Аксаков начал издавать новую ежедневную газету «Москва». Она выходила до 21 октября 1868 года, и в течение этого короткого времени подверглась нескольким предостережениям и трём приостановкам — из 22 месяцев своего существования газета выходила лишь неполных девять месяцев. Во время второй приостановки её заменяла газета «Москвич», отличавшаяся от «Москвы» только заголовком, хотя и выходившая под номинальной редакцией другого лица. Главными поводами административных гонений на «Москву» послужили её статьи против генерала А. Л. Потапова, управлявшего тогда Северо-западным краем, а также статьи против тогдашних порядков в Прибалтийском крае. Во время последней приостановки «Москвы», на шесть месяцев, тогдашний министр внутренних дел А. Е. Тимашев вошёл в Сенат с рапортом о необходимости вовсе прекратить издание «Москвы». И. Аксаков был лишён права издавать какую бы то ни было газету, и это запрещение тяготело над ним в продолжение 12 лет.

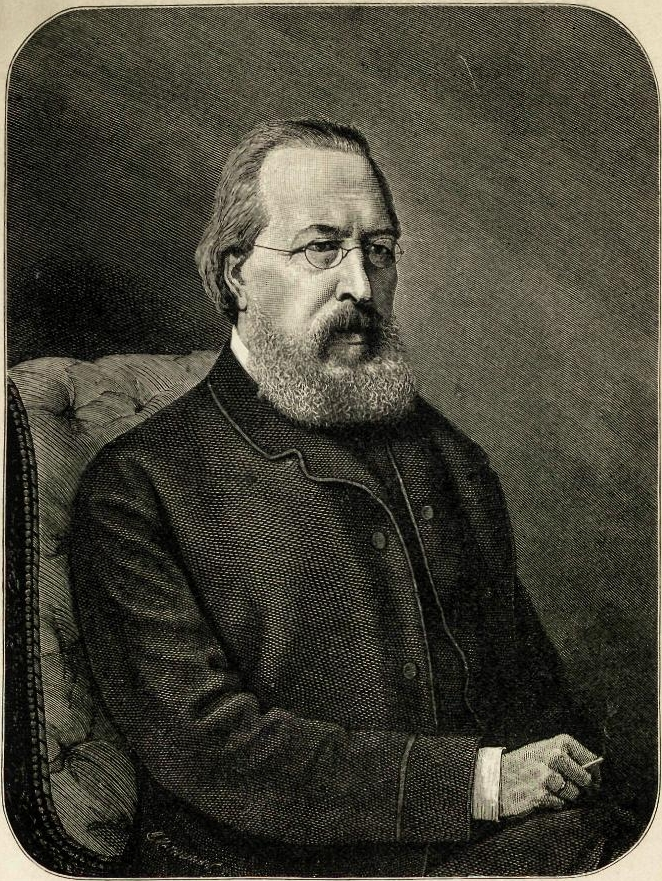
И. С. Аксаков, гравюра И. И. Матюшина, 1889

В конце 1860-х годов деятельность его сосредоточилась, с одной стороны, в Московском славянском комитете; с другой стороны он участвовал в деятельности Второго московского общества взаимного кредита, в котором Аксаков в 1878—1886 годах состоял председателем правления. С этим годом совпало появление в свет написанного им биографического очерка «Ф. И. Тютчев». В 1872—1874 годах — председатель Общества любителей российской словесности.
В Славянском комитете, учреждённом в 1858 году, И. С. Аксаков состоял сначала, при жизни Погодина, секретарём, а после его смерти — председателем (1875—1878); в это время он стал выразителем славянских симпатий русского общества. Его кандидатура даже предлагалась некоторыми болгарскими избирательными комитетами на болгарский престол. После того, как 22 июня 1878 года он произнёс в Славянском комитете свою знаменитую речь по поводу Берлинского конгресса, порицавшую российских дипломатов, Аксаков был выслан из Москвы и провёл несколько месяцев в селе Варварино Юрьевского уезда Владимирской губернии, а Славянский комитет в Москве после этого был закрыт.
В декабре 1878 года И. С. Аксаков возвратился в Москву, но к общественной деятельности приступил, однако, не раньше конца 1880 года, когда, благодаря графу М. Т. Лорис-Меликову, ему удалось получить разрешение на издание еженедельной газеты «Русь». Газета начала выходить с 15 ноября 1880 года и просуществовала по день смерти И. С. Аксакова, с полугодовым перерывом в 1885 году, по случаю болезни редактора. В 1883 году «Русь» была преобразована в двухнедельное издание, и два года выходила в этом преобразованном виде. В 1885 году И. С. Аксаков вернулся к первоначальной форме еженедельника. Среди своих главных занятий Аксаков находил время в течение нескольких лет быть товарищем председателя в православном миссионерском обществе, гласным Московской городской думы (1877—1880); в 1879—1882 годах был выборным Московского биржевого общества.
Весной 1885 года, утомлённый душевно и физически, Иван Сергеевич приостановил своё издание и провёл несколько месяцев в Крыму. Он отдохнул там, но не излечился, — у него была болезнь сердца, от которой он и умер 27 января (8 февраля) 1886 года в Москве. Похоронен в Сергиевом Посаде, на территории Свято-Троицкой Сергиевой Лавры, близ Успенского собора.
Сочинения И. С. Аксакова были изданы его женой в семи томах. Кроме того, вышло два тома его переписки и собрание стихотворений.

## Политические взгляды
Славянофил, «правдиво-истинный» мыслитель, Аксаков сочетал в своих воззрениях монархизм с критикой государственной власти, утверждая, что «Государство, конечно, необходимо, но не следует верить в него как в единственную цель и полнейшую норму человечества. Общественный и личный идеал человечества стоит выше всякого… государства, точно так, как совесть и внутренняя правда стоят выше закона и правды внешней».
Аксаков утверждал (1881), что антисемитская «Книга кагала» Якова Брафмана разоблачила евреев, по его словам, составляющих в черте оседлости «государство в государстве», центр которого расположен не в России, его верховным правительством является «Всемирный еврейский союз» в Париже. «…руками самой русской власти, помощью её принудительной внешней силы, страхом русских же уголовных законов упрочивали евреи своё национально-государственное здание, устанавливали свою власть над христианами, утверждали свою стачку, свою систему эксплуатации русского населения, свою систему обманов!».

## Творчество
С 1842 года И. С. Аксаков писал стихи, многие из которых были напечатаны в «Московском Сборнике» 1846 г., 1847 г., 1852 г., в «Русской Беседе» (1856—1860), и в газете «Парус». В 1886 году вышел отдельный сборник — в виде приложения к газете «Русь». Кроме этого, его стихи были напечатаны в приложении к обоим томам его переписки.
Первым напечатанным стихотворением его был «Колумб», помещённый в № 1 «Москвитянина» за 1845 год. В 1848 году была написана его лучшая поэма «Бродяга» (не закончена); отрывки из неё печатались в «Московском сборнике» 1852 года и в № 10 «Паруса» за 1859 год.
В 1857 году в Лондоне, в «Полярной звезде» (без ведома автора), были напечатаны его «Судебные Сцены, или Присутственный день Уголовной Палаты».
- Исследование о торговле на украинских ярмарках. // Труды Императорского русского географического общества. — СПб., 1858. С. 1—49.

Отдельными изданиями были напечатаны:
- Исследование о торговле на украинских ярмарках / [Соч.] И. Аксакова, д. чл. Имп. Рус. геогр. о-ва. — Санкт-Петербург: тип. Имп. Акад. наук, 1858. — [10], 384, IV с.: табл.
- Федор Иванович Тютчев: (Биогр. очерк) / [Соч.] И. С. Аксакова. — Москва: тип. В. Готье, 1874. — 406 стб.
- Иван Сергеевич Аксаков, неизданные его стихотворения: [1841]—1844: Астрахань / Сообщ. барон Ф. А. Бюлер. — [Санкт-Петербург]: тип. В. С. Балашева, ценз. 1886. — 16 с.
- Сборник стихотворений И. С. Аксакова (ум. 27-го янв. 1886 г.): С портр. авт. — 2-е изд., без перемен. — Москва: тип. М. Г. Волчанинова, (б. М. Н. Лаврова), 1886. — [4], 180 с.
- Сочинения. — М., 1886—1887. Т. 1—7. (Том 1, Том 2 (недоступная ссылка), Том 3 (недоступная ссылка), Том 4 (недоступная ссылка), Том 5 (недоступная ссылка), Том 6 (недоступная ссылка), Том 7)
- Иван Аксаков в его письмах. — М. 1888—1896. (Часть 1. Том 1, Часть 1. Том 2, Том 3, Часть 2. Том 4 (недоступная ссылка))
- О еврейском вопросе / Иван Сергеевич Аксаков; Изд. [и предисл.] Е. де-Витте. — Почаев: тип. Почаево-Успен. лавры, 1911. — 57 с.
- Стихотворения и поэмы. Вступит. статья А. Г. Дементьева и Е. С. Калмановского. «Библиотека поэта», Большая серия. Л., 1960.
- Отчего так нелегко живется в России? — М.: «Российская политическая энциклопедия» (РОССПЭН), 2002. — 1008 с.
- (недоступная ссылка)
- Аксаков И. С. Наше знамя — русская народность / Составление и комментарии С. Лебедева / Отв. ред. О. Платонов. — М.: Институт русской цивилизации, 2008. — 640 с. — ISBN 978-5-902725-13-8.

## Комментарии
1. ↑  При ревизии городских управлений Ярославской губернии открылся любопытный факт: с 1786 по 1847 год в Мологе фактически существовало два городских самоуправления: одно официальное, с 4 тысячами рублей дохода; другое тайное, но в сущности настоящее, имевшее 20 тысяч рублей дохода — существовавшее в соответствии с числом жителей, формировавших по общей раскладке его капитал. Город процветал, пока государство случайно не узнало тайны; голова был предан суду, незаконный капитал передан казённому и в результате, как записал Аксаков «город пришёл в упадок и довольно скоро».